# Johny Hendricks
Johny Hendricks, né le 12 septembre 1983 à Ada dans l'Oklahoma, est un pratiquant américain d'arts martiaux mixtes (MMA). 
Il est réputé pour son excellent niveau de lutte et pour sa force de frappe.

## Parcours en arts martiaux mixtes

### Ultimate Fighting Championship
St-Pierre se retire de la compétition peu après ce match et laisse son titre vacant.
L'UFC organise alors un match pour déterminer le nouveau champion des poids mi-moyens entre Johny Hendricks et Robbie Lawler en combat principal de l'UFC 171, le 15 mars 2014. 
Au terme d'un combat très serré privilégiant le combat debout, Hendricks remporte la victoire par décision unanime jugé vainqueur des deux premiers et du dernier rounds.
Il devient alors le nouveau champion des poids mi-moyens de l'UFC et décroche, pour la troisième fois consécutive, le bonus du combat de la soirée.
Après une chirurgie au biceps en mars,
le retour d'Hendricks est attendu pour le 6 décembre, de nouveau face à Robbie Lawler, en vedette de l'UFC 181.
Comme lors de leur précédente rencontre, l’affrontement arrive aux termes des cinq rounds mais les juges donnent cette fois-ci Lawler vainqueur par décision partagée.
Hendricks perd alors sa ceinture dès sa première tentative de défense.

## Vie privée
Johny Hendricks est marié depuis le 3 avril 2009 à Christina Henderson. Ils ont trois filles nommées Adli, Abri et Avin. 

## Palmarès en arts martiaux mixtes
| 26 combats     | 18 victoires | 8 défaites |
| Par KO         | 8            | 3          |
| Par soumission | 1            | 0          |
| Sur décision   | 9            | 5          |

### Historique des combats
| Résultat | Record | Adversaire        | Méthode                           | Événement                                  | Date              | Round | Temps | Lieu                                    | Notes                                                                |
| -------- | ------ | ----------------- | --------------------------------- | ------------------------------------------ | ----------------- | ----- | ----- | --------------------------------------- | -------------------------------------------------------------------- |
| Défaite  | 18-8   | Paulo Costa       | TKO (coups de poing)              | UFC 217: Bisping vs. St-Pierre             | 4 novembre 2017   | 2     | 1:23  | New York, New York, États-Unis          |                                                                      |
| Défaite  | 18-7   | Tim Boetsch       | TKO (head kick et coups de poing) | UFC Fight Night: Chiesa vs. Lee            | 25 juin 2017      | 2     | 0:46  | Oklahoma City, Oklahoma, États-Unis     |                                                                      |
| Victoire | 18-6   | Hector Lombard    | Décision unanime                  | UFC Fight Night: Lewis vs. Browne          | 19 février 2017   | 3     | 5:00  | Halifax, Nouvelle-Écosse, Canada        |                                                                      |
| Défaite  | 17-6   | Neil Magny        | Décision unanime                  | UFC 207: Nunes vs. Rousey                  | 30 décembre 2016  | 3     | 5:00  | Las Vegas, Nevada, États-Unis           |                                                                      |
| Défaite  | 17-5   | Kelvin Gastelum   | Décision unanime                  | UFC 200: Tate vs. Nunes                    | 9 juillet 2016    | 3     | 5:00  | Las Vegas, Nevada, États-Unis           |                                                                      |
| Défaite  | 17-4   | Stephen Thompson  | TKO (coups de poing)              | UFC Fight Night 82: Hendricks vs. Thompson | 6 février 2016    | 1     | 3:31  | Las Vegas, Nevada, États-Unis           | Combat de la soirée.                                                 |
| Victoire | 17-3   | Matt Brown        | Décision unanime                  | UFC 185: Pettis vs. dos Anjos              | 14 mars 2015      | 3     | 5:00  | Dallas, Texas, États-Unis               |                                                                      |
| Défaite  | 16-3   | Robbie Lawler     | Décision partagée                 | UFC 181: Hendricks vs. Lawler II           | 6 décembre 2014   | 5     | 5:00  | Las Vegas, Nevada, États-Unis           | Perd le titre des poids mi-moyens de l'UFC.                          |
| Victoire | 16-2   | Robbie Lawler     | Décision unanime                  | UFC 171: Hendricks vs. Lawler              | 15 mars 2014      | 5     | 5:00  | Dallas, Texas, États-Unis               | Remporte le titre des poids mi-moyens de l'UFC. Combat de la soirée. |
| Défaite  | 15-2   | Georges St-Pierre | Décision partagée                 | UFC 167: St-Pierre vs. Hendricks           | 16 novembre 2013  | 5     | 5:00  | Las Vegas, Nevada, États-Unis           | Pour le titre des poids mi-moyens de l'UFC. Combat de la soirée.     |
| Victoire | 15-1   | Carlos Condit     | Décision unanime                  | UFC 158: St-Pierre vs. Diaz                | 16 mars 2013      | 3     | 5:00  | Montréal, Québec, Canada                | Combat de la soirée.                                                 |
| Victoire | 14-1   | Martin Kampmann   | KO (coup de poing)                | UFC 154: St-Pierre vs. Condit              | 17 novembre 2012  | 1     | 0:46  | Montréal, Québec, Canada                | KO de la soirée.                                                     |
| Victoire | 13-1   | Josh Koscheck     | Décision partagée                 | UFC on Fox: Diaz vs. Miller                | 5 mai 2012        | 3     | 5:00  | East Rutherford, New Jersey, États-Unis |                                                                      |
| Victoire | 12-1   | Jon Fitch         | KO (coup de poing)                | UFC 141: Lesnar vs. Overeem                | 30 décembre 2011  | 1     | 0:12  | Las Vegas, Nevada, États-Unis           | KO de la soirée.                                                     |
| Victoire | 11-1   | Mike Pierce       | Décision partagée                 | UFC 133: Evans vs. Ortiz                   | 6 août 2011       | 3     | 5:00  | Philadelphie, Pennsylvanie, États-Unis  |                                                                      |
| Victoire | 10-1   | T.J. Waldburger   | KO (coups de poing)               | UFC Fight Night: Nogueira vs. Davis        | 26 mars 2011      | 1     | 1:35  | Seattle, Washington, États-Unis         | KO de la soirée.                                                     |
| Défaite  | 9-1    | Rick Story        | Décision unanime                  | The Ultimate Fighter 12 Finale             | 4 décembre 2010   | 3     | 5:00  | Las Vegas, Nevada, États-Unis           |                                                                      |
| Victoire | 9-0    | Charlie Brenneman | TKO (coups de poing)              | UFC 117: Silva vs. Sonnen                  | 7 août 2010       | 2     | 0:40  | Oakland, Californie, États-Unis         |                                                                      |
| Victoire | 8-0    | T.J. Grant        | Décision majoritaire              | UFC 113: Machida vs. Shogun 2              | 8 mai 2010        | 3     | 5:00  | Montréal, Québec, Canada                |                                                                      |
| Victoire | 7-0    | Ricardo Funch     | Décision unanime                  | UFC 107: Penn vs. Sanchez                  | 12 décembre 2009  | 3     | 5:00  | Memphis, Tennessee, États-Unis          |                                                                      |
| Victoire | 6-0    | Amir Sadollah     | TKO (coups de poing)              | UFC 101: Declaration                       | 8 août 2009       | 1     | 0:29  | Philadelphie, Pennsylvanie, États-Unis  |                                                                      |
| Victoire | 5-0    | Alex Serdyukov    | Décision unanime                  | WEC 39: Brown vs. Garcia                   | 1er mars 2009     | 3     | 5:00  | Corpus Christi, Texas, États-Unis       | Combat de la soirée.                                                 |
| Victoire | 4-0    | Justin Haskins    | KO (coups de poing)               | WEC 37: Torres vs. Tapia                   | 3 décembre 2008   | 2     | 0:43  | Las Vegas, Nevada, États-Unis           |                                                                      |
| Victoire | 3-0    | Richard Gamble    | Soumission (étranglement d'arce)  | HDNet Fights Xtreme Fighting League 1      | 15 mars 2008      | 1     | 1:45  | Tulsa, Oklahoma, États-Unis             |                                                                      |
| Victoire | 2-0    | Spencer Cowley    | KO (coups de poing)               | Snakebite Fight Night                      | 16 novembre 2007  | 2     | 0:35  | Tulsa, Oklahoma, États-Unis             |                                                                      |
| Victoire | 1-0    | Victor Rackliff   | TKO (arrêt du médecin)            | Masters of the Cage 16                     | 28 septembre 2007 | 3     | 1:54  | Oklahoma City, Oklahoma, États-Unis     |                                                                      |